# 基斯縣 (內布拉斯加州)
基斯縣（英語：Keith County）是美國內布拉斯加州西部的一個縣，西南鄰科羅拉多州。面積2,874平方公里。根據美國2000年人口普查，共有人口8,875人。縣治奧加拉拉 （Ogallala）。
成立於1873年2月27日，6月9日縣政府成立。縣名紀念鼓勵鐵路和農業發展的牧牛場主莫雷爾·C·基斯 （Morell C. Keith）。